# Домагой Брадарич
Домагой Брадарич (хорв. Domagoj Bradarić; нар. 10 грудня 1999, Спліт, Хорватія) — хорватський футболіст, захисник італійської «Салернітани» та національної збірної Хорватії.

## Клубна кар'єра

### «Хайдук» (Спліт)
Народився в Спліті. У 2007 році приєднався до дитячої академії місцевого «Хайдука». Напередодні старту сезону 2017/18 років переведений до резервної команди клубу. За другу команду сплітського клубу дебютував 20 серпня 2017 року в переможному (2:0) поєдинку дргої ліги проти «Кустошиї» (Загреб). 28 березня 2018 року відзначився дебютним голом в переможному (2:0) поєдинку проти «Шибеника». Домагой вийшов на поле в стартовому складі того матчу. А через чотири тури відзначився двома забитими м'ячами, у воротах «Гориці»
18 червня 2018 року переведений до першої команди й підписав свій перший професіональний контракт. 15 вересня дебютував за «Хайдук» у переможному (3:1) поєдинку проти «Рудеша», в якому вийшов на поле замість Стеліано Філіпа. Зіграв шість матчів, після чого отримав травму. У грудні повернувся на футбольне поле, вийшовши на поле в поєдинку проти «Рудеша», в якому відзначився головою передачею на Жайро де Маседо да Сілва. По завершенні сезон переведений на постійній основі до першої команди, а також потрапив до команди сезону.
Востаннє у футболці «Хайдука» виходив на поле 9 липня 2019 року у виїзному поєдинку першого кваліфікаційного раунду Ліги Європи проти «Гзіри Юнайтед».

### «Лілль»
19 липня 2019 року підписав 5-річний контракт з «Ліллем». Трансфер хорватського захисника обійшовся французам у 6,5 мільйонів євро, 2 мільйони євро у вигляді різноманітних бонусів, а також 10 % від суми наступного перепродажу.
Дебютував у французькому чемпіонаті 18 серпня 2019 року в переможному (2:1) поєдинку проти «Нанта». 28 серпня того ж року відзначився дебютною гольовою передачею (на Віктора Осімгена), чим допоміг своєму клубу перемогти (3:0) «Сент-Етьєн». 17 вересня дебютував у Лізі чемпіонів 17 вересня в програному (0:3) виїзному поєдинку проти «Аякса». 

## Кар'єра в збірній
У футболці молодіжної збірної Хорватії дебютував 5 листопада 2018 року в товариському поєдинку проти Франції. Учасник молодіжного чемпіонату Європи 2019 року, на якому зіграв 2 матчі (проти Англії та Румунії).
9 березня 2020 року головний тренер збірної Білорусі Златко Далич викликав до табору головної команди країни на товариські поєдинки проти Швейцарії та Португалії в Катарі. Ці поєдинки не відбулися через пандемію коронавірусної хвороби 2019.

## Статистика виступів

### Статистика клубних виступів
Станом на 1 червня 2020
| Клуб                | Сезон             | Ліга                | Ліга  | Ліга | Національний кубок | Національний кубок | Кубок ліги | Кубок ліги | Континентальні | Континентальні | Загалом | Загалом |
| Клуб                | Сезон             | Дивізіон            | Матчі | Голи | Матчі              | Голи               | Матчі      | Голи       | Матчі          | Голи           | Матчі   | Голи    |
| ------------------- | ----------------- | ------------------- | ----- | ---- | ------------------ | ------------------ | ---------- | ---------- | -------------- | -------------- | ------- | ------- |
| «Хайдук II» (Спліт) | 2017–18           | Друга ліга          | 28    | 4    | —                  | —                  | —          | —          | —              | —              | 28      | 4       |
| «Хайдук II» (Спліт) | 2018–19           | Друга ліга          | 7     | 1    | —                  | —                  | —          | —          | —              | —              | 7       | 1       |
| «Хайдук II» (Спліт) | Загалом           | Загалом             | 35    | 5    | —                  | —                  | —          | —          | —              | —              | 35      | 5       |
| «Хайдук» (Спліт)    | 2018–19           | Перша ліга Хорватії | 22    | 0    | 2                  | 0                  | —          | —          | 0              | 0              | 24      | 0       |
| «Хайдук» (Спліт)    | 2019–20           | Перша ліга Хорватії | 0     | 0    | 0                  | 0                  | —          | —          | 1              | 0              | 1       | 0       |
| «Хайдук» (Спліт)    | Загалом           | Загалом             | 22    | 0    | 2                  | 0                  | —          | —          | 1              | 0              | 25      | 0       |
| «Лілль»             | 2019–20           | Ліга 1              | 18    | 0    | 1                  | 0                  | 2          | 0          | 3              | 0              | 24      | 0       |
| «Лілль»             | Загалом           | Загалом             | 18    | 0    | 1                  | 0                  | 2          | 0          | 3              | 0              | 24      | 0       |
| Усього за кар'єру   | Усього за кар'єру | Усього за кар'єру   | 75    | 5    | 3                  | 0                  | 2          | 0          | 4              | 0              | 84      | 5       |

1. ↑  Включаючи поєдинки Кубку Хорватії та кубку Франції
2. ↑  Включаючи матчі Кубку ліги
3. ↑  Матчі в Лізі Європи
4. ↑  Матчі в Лізі чемпіонів

### Статистика виступів за збірну
Станом на 17 листопада 2020 року
| Дата       | Місто        | Господарі | Результат | Гості      | Турнір                               | Голи | Примітки |
| ---------- | ------------ | --------- | --------- | ---------- | ------------------------------------ | ---- | -------- |
| 7-10-2020  | Санкт-Галлен | Швейцарія | 1 – 2     | Хорватія   | товариський матч                     | -    |          |
| 11-10-2020 | Загреб       | Хорватія  | 2 – 1     | Швеція     | Ліга націй УЄФА 2020-2021 - 1-й етап | -    | 74'      |
| 14-10-2020 | Загреб       | Хорватія  | 1 – 2     | Франція    | Ліга націй УЄФА 2020-2021 - 1-й етап | -    | 78'      |
| 17-11-2020 | Спліт        | Хорватія  | 2 – 3     | Португалія | Ліга націй УЄФА 2020-2021 - 1-й етап | -    |          |
| Усього     |              | Матчів    | 4         |            | Голів                                | 0    |          |

## Титули і досягнення
- Чемпіон Франції (1):

«Лілль»:  2020-21
- Володар Суперкубка Франції (1):

«Лілль»: 2021